# 拉斯卡萨斯德尔孔德
拉斯卡萨斯德尔孔德，是西班牙卡斯蒂利亚-莱昂萨拉曼卡省的一个市镇。 总面积1平方公里，总人口77人（2001年），人口密度77人/平方公里。